# Bacidia killiasii
Bacidia killiasii är en lavart som först beskrevs av Hepp, och fick sitt nu gällande namn av David Leslie Hawksworth. Bacidia killiasii ingår i släktet Bacidia, och familjen Ramalinaceae. Arten är reproducerande i Sverige.